# Tolomeo XV
Tolomeo Filopàtore Filomètore Cesare (in greco antico: Πτολεμαῖος Φιλοπάτωρ Φιλομήτωρ Καῖσαρ?, Ptolemàios Philopàtōr Philomḕtōr Kàisar, in latino Ptolomaeus Philopator Philometor Caesar; Alessandria d'Egitto, 23 giugno 47 a.C. – Alessandria d'Egitto, 29 agosto 30 a.C.), chiamato nella storiografia moderna Tolomeo XV, ma meglio noto come Cesarione (dal greco antico: Καισαρίων?, Kaisaríōn, "piccolo Cesare"; in latino Caesario), o Tolomeo Cesare, è stato un re egizio
appartenente al periodo tolemaico.
Figlio del dittatore romano Giulio Cesare e della regina egizia Cleopatra, fu l'ultimo sovrano, congiuntamente alla madre, del Regno tolemaico d'Egitto, l'ultimo regno dell'età ellenistica.

## Biografia

### Infanzia (47-44 a.C.)
Tolomeo Cesare nacque nel 47 a.C. dalla regina Cleopatra e dal generale romano Gaio Giulio Cesare, a seguito di una relazione nata tra i due nel corso della guerra civile alessandrina. Alla sua nascita la madre regnava insieme al fratello minore Tolomeo XIV, di circa dodici anni. All'inizio del 46 a.C. la coppia reale si recò a Roma insieme a Cesarione, ospite in una villa di Cesare sul Gianicolo; i sovrani egizi erano ancora in città quando, il 15 marzo del 44 a.C., ebbe luogo l'assassinio di Cesare da parte di cospiratori repubblicani.

### Co-reggenza con Cleopatra (44-30 a.C.)
La corte egizia tornò quindi ad Alessandria e poco dopo lo zio Tolomeo XIV morì, secondo alcune fonti fatto assassinare dalla stessa Cleopatra; fu a quel punto che il 2 settembre del 44 a.C., a soli tre anni, Cesarione fu nominato co-reggente dalla madre. La posizione di Tolomeo XV come sovrano d'Egitto fu però riconosciuta dalla Repubblica romana solo nel 43 a.C. attraverso Publio Cornelio Dolabella, che combatteva i Cesaricidi in Medio Oriente.
Al 41 a.C. risale l'incontro di Cleopatra con un altro generale romano, il triumviro Marco Antonio; anche con lui la regina ebbe una relazione amorosa, che portò alla fine del 40 a.C. alla nascita di due fratellastri di Cesarione, i gemelli Alessandro Elio e Cleopatra Selene, e nell'estate del 36 a.C. di Tolomeo Filadelfo. Nell'autunno del 34 a.C. ebbero luogo le cosiddette donazioni di Alessandria da parte di Antonio a favore di Cleopatra e i suoi figli; in quell'occasione a Tolomeo XV fu attribuito il titolo di Re dei Re e gli fu confermata la co-reggenza dell'Egitto. 
Nei primi anni 30 a.C. ci furono le prime frizioni tra Antonio e Ottaviano, un altro triumviro e figlio adottivo nonché pronipote di Cesare, quindi fratellastro adottivo e cugino biologico dello stesso Cesarione. Queste tensioni sfociarono in una guerra civile intestina della Repubblica romana tra i due generali; nel settembre del 31 a.C. Antonio e Cleopatra furono sconfitti nella battaglia di Azio e si ritirarono in Egitto. Dopo il ritorno ad Alessandria dei due, Cesarione e Marco Antonio Antillo, figlio di Antonio da un precedente matrimonio, entrarono a far parte degli efebi e il primo fu sempre più coinvolto negli affari del regno.
La situazione andava però peggiorando con l'avanzata di Ottaviano in Siria e nell'estate del 30 a.C. Cleopatra, allontanatasi da Antonio, iniziò i preparativi per una sua partenza insieme a Cesarione per l'India, così da sfuggire al figlio adottivo di Cesare; i suoi piani furono però scoperti dal governatore della Siria Quinto Didio, che fece bruciare la flotta egizia di stanza nel mar Rosso. Nel luglio di quell'anno, quindi, Ottaviano sbarcò in Egitto e assediò Alessandria; Antonio si suicidò il 1º agosto di quell'anno, mentre Cleopatra il 12. Dopo la morte della madre, Cesarione fu fatto uccidere per ordine di Ottaviano, convinto in tal senso, secondo Plutarco, da Ario Didimo e liberandosi così di uno scomodo avversario, mentre gli altri figli di Cleopatra furono condotti a Roma.

## Titolatura
Secondo la titolatura reale egizia, Tolomeo XV ebbe diversi nomi:
- nome Horo: ḥwnw nfr bnr-mrwt (hunu nefer, bener-nerut), "il giovane perfetto dolce d'amore";
- nome Nebty (o delle Due Signore): non presente;
- nome Horo d'Oro: non presente;
- nome del Trono: iwꜥ (n) pꜢ nṯr nty nḥm stp n ptḥ ir mꜢꜥt rꜥ sḫm n imn (iwa en pa netjer nety nehem, setep en ptah, ir maat ra, sekhem en imen), "erede del dio Salvatore, scelto da Ptah, che ha compiuto il Maat di Ra, immagine di Amon";
- nome personale (nomen di nascita): ptwlmys, ꜥnḫ ḏt mry ptḥ Ꜣst (ptwlemys, ankh djet, mery ptah aset), "Tolomeo, dalla vita eterna, amato da Ptah e Iside".[3]

## Influenza culturale

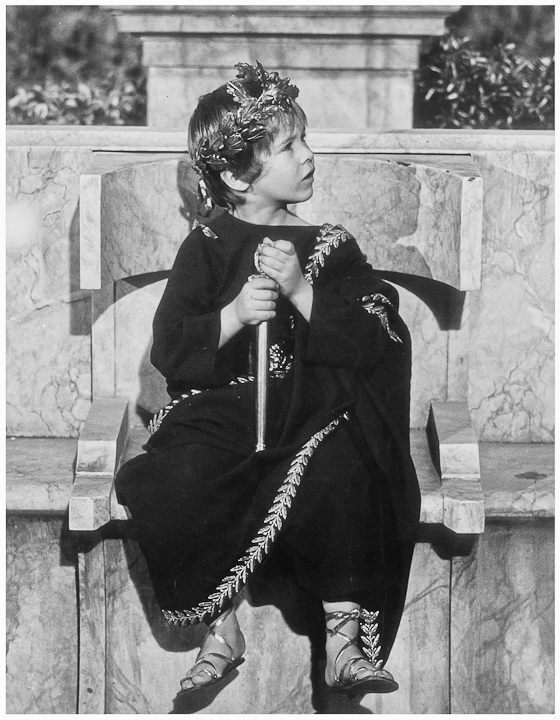
Loris Loddi veste i panni di Cesarione nel film colossal Cleopatra (1963)

- Cesarione è il soggetto di una poesia scritta nel 1918 dal greco Konstantinos Petrou Kavafis.[4]
- Nella serie televisiva Roma (2005-2007), nella quale Cesarione è interpretato da Max Baldry, la paternità del faraone viene attribuita al centurione Tito Pullo.
- Cesarione è il protagonista del romanzo La stanza sull'acqua di Roberto Pazzi, edito da Garzanti nel 1991.
- Cesarione è al centro della storia Il figlio di Asterix, in cui Cleopatra lascia il figlio sulla porta del gallo, per proteggerlo da Bruto.
- Cesarione appare brevemente nelle sequenze finali del videogioco Assassin's Creed: Origins.
- Nel celebre colossal Cleopatra (1963) Cesarione è interpretato da Loris Loddi.
- Nel film comico Totò e Cleopatra (1963) Cesarione è interpretato da Carlo Delle Piane.

## Ascendenza
|                       |                |                         | Genitori                  |  |  | Nonni |  |  | Bisnonni              |  |  | Trisnonni              |  |
|                       |                |                         |                           |  |  |       |  |  | 8. Gaio Giulio Cesare |  |  | 16. Gaio Giulio Cesare |  |
|                       |                |                         |                           |  |  |       |  |  | 8. Gaio Giulio Cesare |  |  | 16. Gaio Giulio Cesare |  |
|                       |                | …                       |                           |  |  |       |  |  | 8. Gaio Giulio Cesare |  |  |                        |  |
| 4. Gaio Giulio Cesare |                |                         |                           |  |  |       |  |  | 8. Gaio Giulio Cesare |  |  |                        |  |
|                       |                | 9. Marcia               | …                         |  |  |       |  |  |                       |  |  |                        |  |
|                       |                | 9. Marcia               | …                         |  |  |       |  |  |                       |  |  |                        |  |
|                       |                | 9. Marcia               | …                         |  |  |       |  |  |                       |  |  |                        |  |
| 2. Gaio Giulio Cesare |                | 9. Marcia               |                           |  |  |       |  |  |                       |  |  |                        |  |
|                       |                | 10. Lucio Aurelio Cotta | 20. Lucio Aurelio Cotta   |  |  |       |  |  |                       |  |  |                        |  |
|                       |                | 10. Lucio Aurelio Cotta | 20. Lucio Aurelio Cotta   |  |  |       |  |  |                       |  |  |                        |  |
|                       |                | 10. Lucio Aurelio Cotta | …                         |  |  |       |  |  |                       |  |  |                        |  |
| 5. Aurelia Cotta      |                | 10. Lucio Aurelio Cotta |                           |  |  |       |  |  |                       |  |  |                        |  |
|                       |                | 11. Rutilia             | 22. Publio Rutilio        |  |  |       |  |  |                       |  |  |                        |  |
|                       |                | 11. Rutilia             | 22. Publio Rutilio        |  |  |       |  |  |                       |  |  |                        |  |
|                       |                | 11. Rutilia             | …                         |  |  |       |  |  |                       |  |  |                        |  |
| 1. Tolomeo XV         |                | 11. Rutilia             |                           |  |  |       |  |  |                       |  |  |                        |  |
|                       | 12. Tolomeo IX | 24. Tolomeo VIII        |                           |  |  |       |  |  |                       |  |  |                        |  |
|                       | 12. Tolomeo IX | 24. Tolomeo VIII        |                           |  |  |       |  |  |                       |  |  |                        |  |
|                       | 12. Tolomeo IX | 25. Cleopatra III       |                           |  |  |       |  |  |                       |  |  |                        |  |
| 6. Tolomeo XII        | 12. Tolomeo IX |                         |                           |  |  |       |  |  |                       |  |  |                        |  |
|                       |                | 13. Cleopatra Selene    | 26. Tolomeo VIII (= 24.)  |  |  |       |  |  |                       |  |  |                        |  |
|                       |                | 13. Cleopatra Selene    | 26. Tolomeo VIII (= 24.)  |  |  |       |  |  |                       |  |  |                        |  |
|                       |                | 13. Cleopatra Selene    | 27. Cleopatra III (= 25.) |  |  |       |  |  |                       |  |  |                        |  |
| 3. Cleopatra          |                | 13. Cleopatra Selene    |                           |  |  |       |  |  |                       |  |  |                        |  |
|                       |                | …                       | …                         |  |  |       |  |  |                       |  |  |                        |  |
|                       |                | …                       | …                         |  |  |       |  |  |                       |  |  |                        |  |
|                       |                | …                       | …                         |  |  |       |  |  |                       |  |  |                        |  |
| …                     |                | …                       |                           |  |  |       |  |  |                       |  |  |                        |  |
|                       |                | …                       | …                         |  |  |       |  |  |                       |  |  |                        |  |
|                       |                | …                       | …                         |  |  |       |  |  |                       |  |  |                        |  |
|                       |                | …                       | …                         |  |  |       |  |  |                       |  |  |                        |  |
|                       |                | …                       |                           |  |  |       |  |  |                       |  |  |                        |  |